# Aghavnadzor (ort i Armenien, Vajots Dzor)
Aghavnadzor är en ort i Armenien.   Den ligger i provinsen Vajots Dzor, i den centrala delen av landet, 80 kilometer sydost om huvudstaden Jerevan. Aghavnadzor ligger 1 516 meter över havet och antalet invånare är 1 925.
Terrängen runt Aghavnadzor är huvudsakligen kuperad, men norrut är den bergig. Närmaste större samhälle är Yeghegnadzor, 9,2 kilometer öster om Aghavnadzor. 
Trakten runt Aghavnadzor består i huvudsak av gräsmarker. Runt Aghavnadzor är det ganska glesbefolkat, med 28 invånare per kvadratkilometer.